# Elizabeth Hurley
Elizabeth "Liz" Hurley, född 10 juni 1965 i Basingstoke i Hampshire, är en brittisk fotomodell, skådespelare och filmproducent.

## Biografi
Elizabeth Hurley studerade drama och dans vid London Studio Centre och efter sin examen arbetade hon på olika teatrar i England. Filmdebuten, som huvudroll, kom 1987 i filmen Remando al viento för regissören Gonzalo Suárez. 
Hon slog igenom 1988 som Christabel Bielenberg i TV-serien Christabel. Hurley är även känd i rollen som Miss Kensington i filmerna om Austin Powers. Hon har även spelat djävulen i filmen Djävulen och jag. 
Hurley är fotomodell vid sidan om skådespeleriet, år 1994-2001 var hon modell för Estée Lauder. 
Bakom stängda dörrar var hennes första film som producent. Hon är delägare i produktionsbolaget Simian Films, tillsammans med Hugh Grant och Castle Rock Entertainment.
Mellan år 1987 och år 2000 hade hon ett förhållande med skådespelaren Hugh Grant. Hon har en son, Damian (född 2002), som hon har varit ensamstående mor till. Fader var den amerikanske affärsmannen Stephen (Steve) Bing (1965–2020).

## Filmografi i urval
- 1987 – Remando al viento
- 1988 – Christabel (TV-serie)
- 1988 – Kommissarie Morse, avsnitt Last Seen Wearing (gästroll i TV-serie)
- 1992 – Indiana Jones äventyr, avsnitt London, May 1916 (gästroll i TV-serie)
- 1992 – Passagerare 57
- 1996 – Simson och Delila (TV-serie)
- 1996 – Bakom stängda dörrar
- 1997 – Austin Powers: Hemlig internationell agent
- 1998 – Permanent Midnight
- 1999 – EDtv
- 1999 – Mickey Blue Eyes
- 1999 – Austin Powers: The Spy Who Shagged Me
- 2000 – Vikten av vatten
- 2000 – Djävulen och jag
- 2001 – Serving Sara
- 2001 – Bad Boy
- 2006 – The Last Guy on Earth
- 2011–2012 – Gossip Girl (TV-serie)
- 2014 – Viktor
- 2015 – The Royals (TV-serie)